# Spick
Der Spick ist ein Schweizer Jugendmagazin für Kinder im Alter von 8 bis ca. 14 Jahren. Das Heft wird ohne Werbung finanziert und ist für seine kreativen redaktionellen Leistungen bekannt. Es erscheint seit 1982.
Begründet und von 1982 bis 1999 betreut wurde die Zeitschrift vom Ehepaar Otmar Bucher und Angelika Bucher-Waldis. 1999 übernahm Rudolf Helfer die Leitung. 2004 wurde das Jugendmagazin von Tamedia an den Verlag Künzler-Bachmann in St. Gallen verkauft, im gleichen Jahr wurde Hans Schödel Chefredaktor.
Spick (Schweizer Ausdruck für Spickzettel) ist mit seiner Themenmischung wegweisend. Später aufgekommene Kinder- und Jugendzeitschriften wie Geolino (Verlag Gruner und Jahr) orientierten sich am Spick, der bekannt ist für Reportagen über Kinder aus aller Welt, Berichte über heimische und exotische Tiere, Basteltipps und Rätsel sowie Beiträge zu Themen wie Schule, Wissenschaft und Sport. Comics und Witze runden das Heft ab, das sich auch kritisch mit aktuellen Themen wie Umweltschutz auseinandersetzt. Zeichnerische Beiträge lieferte u. a. Heiner H. Hoier.
Der Spick ist das meistverkaufte Magazin in seinem Segment in der Schweiz. Es ist nur im Abonnement erhältlich und wird weltweit vertrieben.